# 塚本 (大阪市)
塚本（つかもと）は、大阪府大阪市淀川区の町名。現行行政地名は塚本一丁目から塚本六丁目。

## 地理
現在の住居表示上の塚本は、淀川区の南西部に位置する住宅地である。西端には東海道本線（JR神戸線）が走り、地域内には塚本駅が設置されている。また、隣接する西淀川区南東部を含めて広域的に塚本と呼ばれることもある。
南には淀川が流れている。東側から北東にかけては十三（町名では新北野・十三元今里）が隣接し、北は田川となる。また東海道本線の線路を挟んだ西側は西淀川区となる。淀川を挟んだ対岸は北区大淀となる。
かつては東海道本線の線路を挟んで隣接する西淀川区南東部・JR塚本駅西側の一帯（西淀川区柏里の大半、および歌島の一部、野里の一部など）にも塚本の町名が設定されていた。歴史的には淀川区側・西淀川区側は一体の町だった。現在でも、JR塚本駅西側の一帯も含めて広域的に塚本と呼ぶこともあり、西淀川区柏里付近を中心に塚本の名称を冠した施設などが見られる。

## 歴史
古来この地は「槻本郷」と呼ばれていたといわれる。『万葉集』での用法などから、「槻」は「つか」と読ませていたのではないかといわれている。
神功皇后の三韓征伐の伝説に関連して、この地に立ち寄った神功皇后に対して、里人が柏の葉に乗せた餅を献上したことからこの地が「柏の里」とも呼ばれるようになったとする伝承、また鼻のように川の対岸に延びた地形を見た皇后がこの地を「鼻川（はなかわ）」と命名したとする伝承が伝えられている。現在は行政上の町名としては別の地域となっているものの、この伝承から西淀川区柏里・花川の町名が採用されている。
江戸時代には、現在の淀川区塚本から西淀川区柏里にかけての一帯が摂津国西成郡塚本村となった。江戸幕府の直轄地となり、鈴木町代官所の管轄となっていた。
明治時代初期には隣接する数か村（現在の北区中津・淀川区新北野付近）と村行政を一時期合同で行ったが、のちに独立村となった。
1889年の町村制施行により、塚本・海老江・浦江・大仁（だいに）の4村が合併し、西成郡鷺洲村が成立した。塚本は鷺洲村大字塚本となった。鷺洲村は1911年2月1日に町制を施行し、鷺洲町となった。
鷺洲町などは1925年、大阪市の第二次市域拡張により大阪市に編入された。旧鷺洲町の町域は全域が新設の西淀川区となり、従来の鷺洲町大字塚本は西淀川区塚本町となった。
この地は大正時代までは農村だったが、大阪市の編入前後から住宅地へと変化していった。1934年には東海道本線の電車運行の開始に伴い塚本駅が設置され、大阪市内中心部方面への交通の便が向上したことから宅地化が加速した。
昭和時代初期に実施された区画整理事業により、1942年（昭和17年）に従来の塚本町の一部を分離し、西塚本町・東塚本町の町名が設定された。
大阪市は1943年4月1日付で、行政区の分増区を実施した。大阪市では、1943年以前の行政区の境界は旧町村界などの単位で設定されていた。このため市内各地で行政区の境界が複雑に入り組んでいて行政上支障が出ていたため、1943年の分増区にあわせ、幹線道路や鉄道線路などのわかりやすい目印をもって行政区境界を再設定する境界整理も全市的に実施した。
その際に西淀川区については、淀川と東海道本線を境界とすることになった。これに伴い、塚本のうち東海道本線以東の地域については東淀川区に編入されることになり、従来の西淀川区東塚本町は東淀川区塚本町と称するようになった。
また西淀川区に残った地域は区の境界変更と同時に、西塚本町と呼ばれていた地域は西淀川区柏里町へ改称している。西淀川区側にも塚本町の町名が残った場所があったが、1972年～1973年にかけて実施された西淀川区の住居表示実施により、野里一丁目へ編入される形で西淀川区側の町名設定は消滅している。
東淀川区は1974年、西部を淀川区として分離することになった。そのため住居表示上の塚本は淀川区に属することになった。

## 世帯数と人口
2019年（令和元年）9月30日現在の世帯数と人口は以下の通りである。
| 丁目       | 世帯数    | 人口     |
| ---------- | --------- | -------- |
| 塚本一丁目 | 1,024世帯 | 1,856人  |
| 塚本二丁目 | 2,464世帯 | 3,940人  |
| 塚本三丁目 | 1,124世帯 | 1,871人  |
| 塚本四丁目 | 1,131世帯 | 1,992人  |
| 塚本五丁目 | 1,016世帯 | 1,878人  |
| 塚本六丁目 | 767世帯   | 1,442人  |
| 計         | 7,526世帯 | 12,979人 |

### 人口の変遷
国勢調査による人口の推移。
| 1995年（平成7年）  | 12,325人 | [ 5 ] |  |
| 2000年（平成12年） | 12,548人 | [ 6 ] |  |
| 2005年（平成17年） | 12,133人 | [ 7 ] |  |
| 2010年（平成22年） | 12,148人 | [ 8 ] |  |
| 2015年（平成27年） | 12,890人 | [ 9 ] |  |

### 世帯数の変遷
国勢調査による世帯数の推移。
| 1995年（平成7年）  | 5,709世帯 | [ 5 ] |  |
| 2000年（平成12年） | 6,267世帯 | [ 6 ] |  |
| 2005年（平成17年） | 6,126世帯 | [ 7 ] |  |
| 2010年（平成22年） | 6,364世帯 | [ 8 ] |  |
| 2015年（平成27年） | 7,035世帯 | [ 9 ] |  |

## 学区
市立小・中学校に通う場合、学区は以下の通りとなる。なお、小学校・中学校入学時に学校選択制度を導入しており、通学区域以外に淀川区にある以下の通学区域に隣接する校区にある小学校・中学校から選択することも可能。
| 丁目       | 番                                                    | 小学校             | 中学校               |
| ---------- | ----------------------------------------------------- | ------------------ | -------------------- |
| 塚本一丁目 | 全域                                                  | 大阪市立塚本小学校 | 大阪市立新北野中学校 |
| 塚本二丁目 | 全域                                                  | 大阪市立塚本小学校 | 大阪市立新北野中学校 |
| 塚本三丁目 | 全域                                                  | 大阪市立塚本小学校 | 大阪市立新北野中学校 |
| 塚本四丁目 | 全域                                                  | 大阪市立塚本小学校 | 大阪市立新北野中学校 |
| 塚本五丁目 | 1～8番 9番1～9号 9番23～25号 10番1～14号 10番31～32号 | 大阪市立塚本小学校 | 大阪市立新北野中学校 |
| 塚本五丁目 | 9番10～22号 10番15～30号 11〜12番                     | 大阪市立田川小学校 | 大阪市立新北野中学校 |
| 塚本六丁目 | 8番14～26号 9番                                       | 大阪市立田川小学校 | 大阪市立新北野中学校 |
| 塚本六丁目 | 1～7番 8番1～13号 8番27～28号 10〜11番                | 大阪市立塚本小学校 | 大阪市立新北野中学校 |

## 事業所
2016年（平成28年）現在の経済センサス調査による事業所数と従業員数は以下の通りである。
| 丁目       | 事業所数  | 従業員数 |
| ---------- | --------- | -------- |
| 塚本一丁目 | 65事業所  | 588人    |
| 塚本二丁目 | 278事業所 | 1,600人  |
| 塚本三丁目 | 35事業所  | 224人    |
| 塚本四丁目 | 69事業所  | 273人    |
| 塚本五丁目 | 45事業所  | 158人    |
| 塚本六丁目 | 39事業所  | 187人    |
| 計         | 531事業所 | 3,030人  |

## 交通
地域西端を東海道本線が通り、塚本駅が利用できる。また地域東部では、阪急電鉄十三駅も徒歩圏となる。
道路は淀川通（大阪市道淀川北岸線）と姫島通（大阪市道福町浜町線）が東西を通る。塚本駅から十三方面を結ぶ大阪シティバスの路線も設置されている。

## 教育
淀川区塚本には大阪市立塚本小学校が設置されている。また中学校区は大阪市立新北野中学校となる。西淀川区側で広域的に塚本と呼ばれる地域については、主に大阪市立柏里小学校・大阪市立歌島中学校の校区となる。
1872年の学制発布を受け、1877年に塚本村に西成郡第三小学区第十一番塚本小学校が設置された。しかしこの時の塚本小学校は、光立寺小学校（現在の大阪市立中津小学校の前身）に統合されすぐに廃校となっている。
教育制度や行政制度の変遷を経たのち、鷺洲村のうち淀川北岸（塚本と海老江新家＝現在の西淀川区花川付近）の低学年児童を対象とする、鷺洲尋常高等小学校（現：大阪市立鷺洲小学校）の分教場が塚本に設置された。分教場は鷺洲第三小学校（現在の大阪市立海老江西小学校）の分教場として移管されたのち、1924年には現在の塚本駅西口付近に鷺洲第五尋常小学校（現：大阪市立柏里小学校）として独立開校した。
塚本地域の児童は当時、鷺洲第五尋常小学校へと通学した。鷺洲第五尋常小学校は1941年には柏里国民学校へと改称している。
1942年に柏里国民学校の分教場が設置された（現在の淀川区塚本3丁目付近）。分教場は1946年に田川国民学校（1947年大阪市立田川小学校に改称）の分教場へと移管されたのち、1949年に大阪市立塚本小学校として独立した。

## その他

### 日本郵便
- 〒532-0026[3]（集配局：淀川郵便局[13]）